# 大雲寺 (桶川市)
大雲寺（だいうんじ）は、埼玉県桶川市にある曹洞宗の寺院である。山号は龍谷山。足立坂東三十三箇所霊場の第2番札所。

## 歴史
弘治3年（1557年）清越の開山と伝えられる。桶川宿の上方（京側）にあり、上の寺とも呼ばれていた。
本陣当主である府川家の墓があり、江戸時代の俳人、府川志風、府川不莠も当寺に眠る。

## 境内
本堂に向って右にある3体の地蔵菩薩のうち右端は「女郎買い地蔵」と呼ばれ、桶川宿の飯盛女に会いに行ったという伝説がある。

## 交通アクセス
JR桶川駅徒歩9分